# Anomis iobapta
Anomis iobapta är en fjärilsart som beskrevs av Louis Beethoven Prout 1927. Anomis iobapta ingår i släktet Anomis och familjen nattflyn. Inga underarter finns listade i Catalogue of Life.